# Volo KAL 007 - Alla ricerca della verità
Volo KAL 007 - Alla ricerca della verità (Shootdown) è un film per la televisione del 1988 diretto da Michael Pressman. Si ispira alla tragedia del Volo KAL 007, un aereo civile sudcoreano abbattuto apparentemente per errore dall'aeronautica sovietica nel settembre del 1983, causando 269 vittime. In Italia è uscito prima in videocassetta, nel 1990, col titolo Shootdown - Abbattuto e un doppiaggio eseguito a Milano, mentre nel 1992 è approdato in televisione, su Rai 3, col nuovo titolo e un nuovo doppiaggio.

## Trama
Nan Moore è una donna di mezza età, felice del suo lavoro e della sua famiglia. La sua tranquillità viene sconvolta quando l'aereo su cui si è imbarcato il figlio viene abbattuto per errore dai sovietici: inizia così una dura battaglia per scoprire cosa è realmente accaduto negli ultimi drammatici minuti prima della tragedia.